# 連尼·亨利

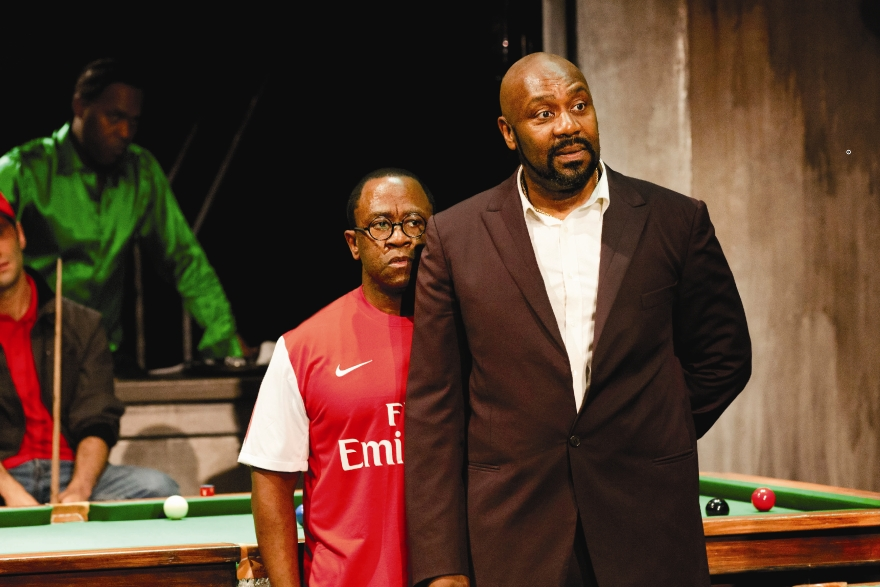
連尼·亨利

連渥斯·喬治·亨利爵士，CBE（英語：Sir Lenworth George Henry，1958年8月29日—），人稱連尼·亨利（Lenny Henry），英國演員、作家、喜劇演員，有時也擔任主持人。

## 成長與求學
1950年代，連尼的父母由牙買加移民到英國。1958年，連尼在英格蘭西密德蘭郡都德利出生。連尼曾就讀於當地的聖約翰小學、藍衣中學，其後就讀於WR杜森學院（現名普雷斯頓學院）。他擁有英國公開大學英國文學學位。

## 事業
1975年連尼第一次以參賽者身份在英國獨立電視台的新秀表演節目《新面孔》中亮相，並連續數次勝出 。他後來以英國廣播公司1號電視台《生個咁嘅仔》的男主角法蘭·史賓沙的搞笑扮相，成功地在工人俱樂部打出名堂。
1981-83年，連尼跟翠絲·歐文和大衛哥柏非參與英國廣播公司1號電視台喜劇《三個同路人》的製作和演出。這段期間他遇上他的未來太太，她鼓勵連尼向非主流喜劇方向發展。他比較為人熟識的黑人模仿對象包括有70年代美國流行樂隊「無限的愛樂隊」（Love Unlimited Orchestra）男主音歌手巴利·懷德、倫敦布里克斯頓地下電台唱片騎師掉拔·韋堅斯和著名英國獨立電視台晚間新聞報導員車化·麥當勞。這些都是他演出喜劇時自創的角色。連尼將他演出的喜劇灌錄成唱片，銷路非常好。他有3年時間在英國廣播公司第1號電台當唱片騎師，主持一個騷靈音樂節目。
連尼是《喜劇大道》電視節目的其中一位明星嘉賓。

## 近期作品
1984年，在最後一集英國廣播公司處境喜劇《年輕人》中，以郵差叔叔角色演出。
1990年代初，連尼被吸引到荷李活發展，並在《真實身份》電影中主演一名為了逃避黑幫追殺而需要長時間假扮白人的角色。但該片賣座不理想。
1991年他與羅比·寇拯主演英國廣播公司真人真事改編劇集《生猛地活著》，他在片中飾演一名癮君子。1993至1996年，連尼事業更上一層樓，飾演英國廣播公司大熱門處境喜劇《大廚》，為人津津樂道。
2003年，連尼在英國觀察家報的「英國喜劇50個最搞笑表演」榜上有名。2005年，渣士帕·卡栗邀請連尼以客串者身份出席他的棟篤笑表演。2006年，連尼在英國廣播公司節目 Berrys Way 中演出。2007年1-3月，連尼將會演出喜劇。
演戲以外，連尼曾嘗試向歌唱方面發展，包括在琦·布絲的《紅鞋子》大碟裡當騷靈和音歌手和在國際特赦組織的酬款演唱會中與平克·佛洛伊德的主音結他手大衛·矯摩同台合唱。他事後表示2次演出都未能令他滿意，還是比較喜歡喜劇人物扮相。
2000至2003年，連尼回到他最擅長的特寫喜劇，為英國廣播公司製作零碎的連尼和其後的《連尼·亨利時間》。
以他為號召的廣告包括有現稱為 Fonterra 的紐西蘭乳品公司、南非維珍流動電話、Alpen 早餐穀物和無酒精啤酒 Kiliber。

## 軼事
- 連尼跟米高·積遜在同一天出生。
- 為了響應英國喜劇義助組織的號召，在2003年3月10-23日的2星期裡，英國發聲電話邀請了連尼為他們的授時服務系統報時。
- 連尼是西布朗足球會的球迷。

## 私人生活
連尼·亨利的妻子便是主演英國著名喜劇《French and Saunders》的演員當·花蘭廚 (Dawn French)。他們倆1984年10月20日結為夫婦，有一名養女比莉。他們住在雷丁的史賓沙森林區，但由於連尼的太太希望可以住得比較接近她媽媽在康和耳的家，所以他們已經把房子在售屋市場上公告。

## 傳記
- 連尼·亨利 - 傳記, Jonathan Margolis, Orion Publishers (1996)

## 電影作品
- 《連尼現場發放》
- 《真正身份》 (1991)
- 《生猛地活著》 (1991)
- 《般納與靈魔》 (1991)
- 《哈利·波特與阿茲卡班的囚徒》 (2004)
- 《卻比與神奇靈鏡2》 (2007)

## 外部連結
- 連尼·亨利官方網站
- 連尼·亨利 （页面存档备份，存于） - 英國廣播公司h2g2條目
- 連尼·亨利條目（页面存档备份，存于） - 英國電影協會
- 連尼·亨利: 傳媒裡不夠黑人 （页面存档备份，存于）
- 連尼·亨利 （页面存档备份，存于） - 英國廣播公司節目編目
- 連尼·亨利 - 電視百科全書